# ساوري هايامي
ساوري هايامي (早見沙織 ساوري هايامي) هي مؤدية أصوات يابانية ولدت في 29 مايو 1991 في طوكيو.

## أدوارها في الأنمي

### مسلسلات أنمي تلفزيونية
- فوكا - كويوكي هيناشي
- كاكيغوروي - يوميكو جابامي
- كاكيغوروي xx - يوميكو جابامي
- عدن الشرق - ساكي موريمي
- سيكيري - موسوبي، يومي
- سيكيري Pure Engagement - موسوبي، يومي
- باكومان - ميهو أزوكي، ميغومي أوغورا
- باسكواش! - فيوليت
- واغايا نو أويناري ساما - كو
- أختي لا يمكن لها أن تكون بهذه الظرافة - أياسي أراغاكي
- أختي لا يمكن لها أن تكون بهذه الظرافة. - أياسي أراغاكي
- إم إم! - أراشيكو يونو
- الأشباح السبعة - رازيت
- ستار درايفر - واكو أغيماكي
- أوكامي-سان و رفاقها السبعة - كاكاري هايبارا
- كاتاناغاتاري - سارابا كوشا
- كامينوميزو شيرو سيكاي - هاكوا دو لوت هيرمينيوم
- كامينوميزو شيرو سيكاي 2 - هاكوا دو لوت هيرمينيوم
- كامينوميزو شيرو سيكاي: الحارسات - هاكوا دو لوت هيرمينيوم
- نحن ما زلنا لا نعرف اسم الزهرة التي رأيناها ذلك اليوم - تسوروكو
- بنغويندرام - أسامي كوهو
- البدلة المتنقلة جاندام إيج - يورين لوسيل
- جاندام بيلد فايترز - آيلا يركياينين
- نيسيمونوغاتاري - يوتسوغي أونونوكي
- سلسلة مونوغاتاري الموسم الثاني - يوتسوغي أونونوكي
- تسوكيمونوغاتاري - يوتسوغي أونونوكي
- أواريمونوغاتاري - يوتسوغي أونونوكي
- أسطورة أراتا - إميسو
- RDG ريد ديتا جيرل - إيزوميكو سوزوهارا
- إينيشال دي Fifth Stage - ميكا أويهارا
- هيوكا - كاهو جومونجي
- أغنية حب طيار - شارون موركوس
- سورد آرت أونلاين - ساتشي
- نوراغامي - تسويو
- التلميذ المتخلف في ثانوية السحر - ميوكي شيبا
- التلميذ المتخلف في ثانوية السحر: الزائرة - ميوكي شيبا
- التلميذة المتفوقة في ثانوية السحر - ميوكي شيبا
- فايري تايل - كاغورا ميكازوتشي
- سول إيتر نوت! - آنيا هيبورن
- غلاسليب - ياناغي تاكاياما
- معارك القوى الغريبة في حياتنا اليومية - هاتوكو كوشيكاوا
- بياض الثلج ذات الشعر الأحمر - شيرايوكي
- شو باي روك!! - آ
- شو باي روك!!# - آ
- هل من الخطأ التعرف على الفتيات في الدانجون؟ - ريو ليون
- هل من الخطأ التعرف على الفتيات في الدانجون؟ II - ريو ليون
- هل من الخطأ التعرف على الفتيات في الدانجون؟ III - ريو ليون
- صوت! يوفونيوم - هاروكا أوغاساوارا
- صوت! يوفونيوم 2 - هاروكا أوغاساوارا
- سيراف النهاية - شينوا هيراغي
- سيراف النهاية: معركة ناغويا - شينوا هيراغي
- كذبتك في أبريل - إمي إيغاوا
- بادي كومبليكس - هينا ريازان، هينا يوميهارا
- جانسلينجر ستراتوس - لوشا
- ون بنش مان - فوبوكي الجهنمية
- فانتوم وورلد متعدد الألوان - رينا إيزومي
- يامادا-كن والساحرات السبع - أورارا شيرايشي
- إيزيتا الساحرة الأخيرة - فيني
- بيغ أوردر - ماري كونو
- إنتقام ماساموني-كن - كوجورو شوري
- ملحمة تانيا الآثمة - فيكتوريا ايفانوفنا سيريبراغوف
- بوروتو: ناروتو نكست جينيريشنز - هيماواري أوزوماكي
- ضوضاء مجهولة - نينو
- فيت/أبوكريفا - آرتشر الحمراء
- معركة الأبراج - شاريو
- مكان أبعد من الكون - يوزوكي شيرايشي
- دارلينغ إن ذا فرانكس - كوكورو
- عروس الساحر - ليانان سيد
- الخلايا تعمل! - خلية T التنظيمية
- هاكيو هوشين إنغي - ريوكيتسو كوشو
- بازيليسك: لفائف نينجا أوكا - هاتشيسو
- فيوتشركارد باديفايت إيس - ميل يوميغاتاري
- دبل ديكر: دوغ آند كيريل - دينا ديل ريو
- سورا نو مانيماني - سايو ياراي
- كوميديا رومانسية شبابي خاطئة كما توقعت. - يوكينو يوكينوشيتا
- كوميديا رومانسية شبابي خاطئة كما توقعت. التتمة - يوكينو يوكينوشيتا
- كوميديا رومانسية شبابي خاطئة كما توقعت. الخاتمة - يوكينو يوكينوشيتا
- نهوض بطل الدرع - تيريز أليكساندرايت
- نهوض بطل الدرع SEASON 2 - تيريز أليكساندرايت
- سيف قاتل الشياطين - شينوبو كوتشو
- سيف قاتل الشياطين: قطار اللانهاية - شينوبو كوتشو
- فيت/غراند أوردر: الجبهة الشيطانية المطلقة: بابل - أوشيواكامارو
- إلى الوحوش المقدسة المهجورة - بياتريس
- برج الحاكم - رايتشل
- إعادة تجسيدي في هيئة شريرة: كل الطرق تؤدي إلى الهلاك - ماريا كامبل
- إعادة تجسيدي في هيئة شريرة: كل الطرق تؤدي إلى الهلاك X - ماريا كامبل
- داي الشجاع (2020) - ليونا
- ون بيس - ياماتو
- سباي إكس فاميلي - ثورن برنسيس / يور فورجر.
- فلادلاف - ماكي واتابي
- طعام الدهليز اللذيذ - فالن
- جوجوتسو كايسن - تسوميكي فوشيغورو
- إيروما-كن في مدرسة الشياطين - أزازيل آميري
- أوريسي ياتسورا - أويوكي

### أنمي الإنترنت
- كويوميمونوغاتاري - يوتسوغي أونونوكي
- كارثة فتاة الزومبي - إيوفروسين ستوديون

### أوفا أنمي
- شاكوغان نو شانا S - سيكو أوغاكي
- إير جير: الأجنحة السوداء و غابة النوم Break on the sky - يايوي ناكاياما
- البدلة المتنقلة جاندام ذي أوريجين - لالا سون

### أفلام أنمي
- عدن الشرق: الفيلم الأول: The King of Eden - ساكي موريمي
- عدن الشرق: الفيلم الثاني: Paradise Lost - ساكي موريمي
- فيلم ناروتو شيبودن: البرج المفقود - سارا
- بوروتو: ناروتو الفيلم - هيماواري أوزوماكي
- سلسلة أفلام توا نو كوؤن
  - توا نو كوؤن: الفصل الأول «البتلة الرغوية» - كيري
  - توا نو كوؤن: الفصل الثاني «رقصة الفوضى» - كيري
  - توا نو كوؤن: الفصل الثالث «عقوبة الأوهام» - كيري
  - توا نو كوؤن: الفصل الرابع «القلق القرمزي» - كيري
  - توا نو كوؤن: الفصل الخامس «عودة القاهر» - كيري
  - توا نو كوؤن: الفصل السادس «الأبد الأبدي» - كيري
- سلسلة أفلام كود غياس: أكيتو المنفي
  - كود غياس: أكيتو المنفي: الفصل الأول «وصول التنين» - هيلدا فاغان
  - كود غياس: أكيتو المنفي: الفصل الثاني «انقسام التنين» - هيلدا فاغان
- صوت صامت - شوكو نيشيميا [3]
- بينو: ربيع السابعة عشر - بينو
- بينو: رومنسية طوكيو - بينو
- التلميذ المتخلف في ثانوية السحر: الفتاة التي تنادي النجوم - ميوكي شيبا
- ملحمة تانيا الآثمة: الفيلم - فيكتوريا ايفانوفنا سيريبراغوف
- هل من الخطأ التعرف على الفتيات في الدانجون؟: سهم أوريون - ريو ليون
- قاتل الشياطين الفيلم: قطار اللانهاية - شينوبو كوتشو
- بلام! - ساناكان
- برن ذا ويتش - ميسي بالجر
- سباي إكس فاميلي كود: وايت - ثورن برنسيس / يور فولجر.

## أدوارها في ألعاب الفيديو
- مارفل فرسس كابكوم 3 - هشين-كو
- ألتيميت مارفل فرسس كابكوم 3 - هشين-كو
- تيلز أوف إكسيليا - ليا رولاندو
- تيلز أوف إكسيليا 2 - ليا رولاندو
- سكول أوف راغناروك - إيما
- فينيكس رايت: إيس أتورني: سبيريت أوف جاستيس - ريفا بادما كوراين
- بليزبلو كروس تاغ باتل - روبي روز
- غينشين إمباكت - كاميساتو أياكا
- دراغون كويست X - آنلوسيا
- إيتاداكي ستريت: دراغون كويست آند فاينل فانتسي ثيرتيث أنيفيرساري - آنلوسيا

## أدوارها في الدبلجة اليابانية
- كاري - سو سنيل
- غاواين: الكتاب العجيب - الأميرة غويندولين
- العظام المحبوبة - سوزي سالمون
- روبي - روبي روز

## وصلات خارجية
- ساوري هايامي على موقع IMDb (الإنجليزية)
- ساوري هايامي على موقع ميوزك برينز (الإنجليزية)
- ساوري هايامي على موقع أول موفي (الإنجليزية)
- ساوري هايامي على موقع أول ميوزيك (الإنجليزية)
- ساوري هايامي على موقع ديسكوغز (الإنجليزية)
- ساوري هايامي على موقع قاعدة بيانات الفيلم (الإنجليزية)
- ساوري هايامي على موقع ANN person (الإنجليزية)